# 飞剪式帆船
飛剪式帆船（Clipper）船型瘦长，长宽比一般大于6:1，因船首前端尖锐突出，在平静海面与倒影相映成剪型得名。

## 背景

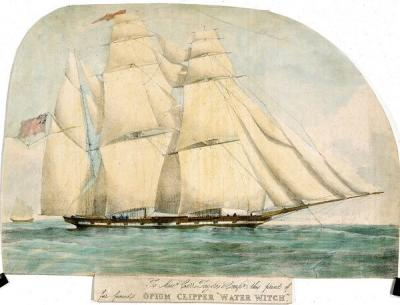
鸦片飞剪船“女水巫”号。
1853年于英国朴茨茅斯下水，旧制排水量1204吨

大航海时代以木制帆装盖伦帆船为主，风力有利时巡航时速6-8节（約合時速11~15km/h）。在1783年出现了木制蒸汽船，逐步可稳定达到10节以上航速，但早期的蒸汽机热效率低下，需要众多人力装填锅炉，且燃煤成本居高不下，并不适合远海，而适用于缺乏稳定风力且需要频繁转向的内河。因此在船体从木制转为钢木混合至最终的全钢结构之时，改良设计的帆船仍对蒸汽船具有竞争力。

### 19世纪早期木质飞剪船
1830年代在美国发展出新型快速帆船，新式飞剪船仍为木质，船体细长，船首空心，使船在风浪中便于抬首，提高了它在浪中的航向稳定性、减小了船首的阻力，船体后部逐渐变廋的有倾度的水线平滑过渡到狭窄的圆状船尾，舰船上多采用3-4高桅全装备帆，高桅一般为全船长度的四分之三左右，并且在船之两侧还有外伸帆桁，称翼帆杠，可挂翼帆，使得帆的横向尺寸远远超过船宽，更加大了帆的横向外伸面积。吨位不大而航速快，风力有利时也可达到10节以上巡航速度。
同期英国东印度公司也利用飞剪船用于印中之间的鸦片运输，虽然最初鸦片在英国和中国尚未被定做毒品。其中代表为1829年于印度“豪拉”建造的“红色漫游者/Red Rover”254吨飞剪船，用于从印度“加尔各答”向广东“內伶仃島”输送鸦片。被誉为当时最快的和可逆风（Z字航线）抵达广州的船，

### 20世纪全钢飞剪船
在1870年代后逐步被性能提高的远洋蒸汽机船所取代，但20世纪初飞剪船又获得一次发展机会。因全钢船的普及，在德国发展出新式全钢飞剪船，用于德国与南美殖民地的硝石运输，因南美沿海缺乏具规模的煤矿，蒸汽轮船煤炭补给不便。全钢飞剪船船体进一步细长，采用4-5高桅全装备帆，以钢桅取代木桅，索具也以机械力驱动的钢索取代人力操作的麻索，进一步减少了船员数量和操作成本，提高了耐用度。吨位在3000-5000吨，风力有利时可达到15节巡航速度，俄、日（新日本丸）也有少量仿制。
全钢飞剪船的代表为1902年下水的5桅飞剪船“普鲁士号”，满载排水量11330吨，最高航速曾达20.5节。1910年11月6日，全钢5桅飞剪船普鲁士号在第14次远航中遭遇了噩运：在英吉利海峡，一艘小型英国蒸汽海峡轮渡“布莱顿”（Brighton）号低估了普鲁士号16节的高航速，违章抢道而发生了碰撞事故，由于龙骨严重受损，该船宣告报废。
80年代，波兰以“普鲁士号”设计图为蓝本，制造了“皇家飞剪”号全钢飞剪船。将首桅顶端横帆取消，将第4桅顶端横帆取消，将末桅顶端2张横帆取消，因此总共有26张横帆比普鲁士号少了4张，而更具流线型；另将钢索改为1935年后才发明的更耐海洋气候腐蚀的尼龙索。最初用于训练，现用于旅游项目。